# Praxis (Philosophie)
Das Wort Praxis ist griechischen Ursprungs (griechisch πρᾶξις prâxis oder πρᾶγμα prâgma und bedeutet 'Tat, Handlung, Verrichtung', aber auch 'Durchführung, Vollendung, Förderung'). Es wird im Kontext der Philosophie in unterschiedlicher Bedeutung verwendet.
Eine Wortbedeutung umfasst die gesamte Lebenstätigkeit, eine andere sieht Praxis als Expertentätigkeit im Bereich von Heil-, Rechts- und Geschäftskunde, aber auch in Zauberei und Religion, die konkreten Handlungen im Gegensatz zum als davon getrennt verstandenen Bereich der Theorie. Mit Bezug auf die Unterscheidung von Praktischer Philosophie und Theoretischer Philosophie versteht man unter Praxis häufig eine explizit moralische Handlung.
Im 18. und 19. Jahrhundert fand der Praxis-Begriff Eingang in die philosophischen Systeme Immanuel Kants, Johann Gottlieb Fichtes, Georg Wilhelm Friedrich Hegels und Ludwig Feuerbachs. Karl Marx entwickelte den Praxis-Begriff zu einer philosophischen Kategorie mit präzisem Inhalt weiter: Die Praxis als sinnliche und gegenständliche Arbeit des Menschen, die die subjektive, materielle Umgestaltung der objektiven Realität umfasst und produktive, politische, experimentelle, künstlerische und andere materielle Tätigkeiten beinhaltet. „Der Anspruch von Marx, Hegel vom Kopf auf die Füße stellen zu wollen, trifft genau diesen Aspekt: An die Stelle des göttlichen Absoluten bei Hegel tritt bei Marx das materiell-ökonomische Absolute des Produktionsprozesses bzw. der Arbeit als die alles begründende Wirklichkeit.“
Daraus ergibt sich im Materialismus die Bedeutung von Praxis als Kriterium der Realität gegenüber jeglichen Theorien. Die Praxis korrigiere und bereichere die menschliche Erkenntnis, verhindere ihre Erstarrung in Dogmen und orientiere sie an den aktuell zeitlich oder örtlich anstehenden Aufgaben der menschlichen Gesellschaft. Im Gegensatz zum Spiritus, dem Geist oder Denken (auch im Sinne von „ausdenken“, „sinnen“ oder „sich vorstellen“), orientiere sich die Praxis an dem dem Menschen Erkennbaren und Ausführbaren. Lenin definierte die Praxis in diesem Sinne als „Kriterium der Wahrheit“. Er meinte damit vor allem die Verifikation von Theorien und deren Vereinbarkeit mit der realen Wirklichkeit (Praxis). Das war eine der Grundlagen seiner Weiterentwicklung des Marxismus zum später so bezeichneten Leninismus, in dem er Marxsche Theorien auf die damalige russische Wirklichkeit anzupassen versuchte.
Als „Philosophie der Praxis“ oder kurz Praxisphilosophie wurde die Praxis-Kategorie im 20. Jahrhundert auch vom westlichen, nicht-orthodoxen Marxismus aufgenommen. Das philosophische Praxisdenken von Georg Lukács bezieht sich noch wesentlich auf die marxistische Kategorie „Arbeit“ und die Konzeption des Proletariats als historisches Subjekt. Nach Vorüberlegungen von Antonio Labriola entfaltete Antonio Gramsci seine “filosofia della praxis” als jenseits von Materialismus und Idealismus stehend: „Für die Philosophie der Praxis kann das Sein nicht vom Denken getrennt werden.“ Ernst Bloch knüpfte an das Praxisdenken an, das Marx in den 11 Feuerbachthesen umrissen hatte, und entwickelte die Kategorie Praxis als Schlüsselbegriff für die menschliche und geschichtliche Wirklichkeit. Auch Jean-Paul Sartre bezog sich bei seinem Praxisverständnis auf Marx. In der Frankfurter Schule wurden sehr unterschiedliche Interpretationen vertreten. Während beispielsweise das Praxisverständnis von Max Horkheimer dem marxistischen Ansatz noch nahestand, verwarf Jürgen Habermas den vor allem von der Gruppe der jugoslawischen Praxisphilosophen aufgegriffenen integralen Praxisbegriff als zu „holistisch“. Habermas sieht stattdessen das instrumentelle und kommunikative Handeln getrennt und kommt zu der Grundauffassung: „Die gesellschaftliche Praxis ist sprachlich konstituiert.“
Habermas geht allerdings nicht darauf ein, woran zugleich am Frankfurter philosophischen Institut Alfred Schmidt in seinem Praxis-Artikel festhält: der Naturzusammenhang kann durch das kommunikative Handeln nicht schlicht gesprengt werden, da „zweckgerichtetes Tun sich nur so behaupten [kann], dass es sich listig verschränkt mit dem Ablauf materialeigener Gesetze“, was tiefgreifende Folgen für die kommunikative Aussprechbarkeit der Wirklichkeit hat: „Dass solche ‘an sich’: unabhängig von aller Praxis (und ihren theoretischen Implikationen) bestehen, ist freilich nur in dem Maße aussprechbar, wie die gegenständliche Welt [durch die menschliche Praxis] zu einer ‘für uns’ geworden ist.“
In der lateinamerikanischen Debatte des kritischen Marxismus stellt der Praxis-Begriff in den 60er Jahren des 20. Jh. den entscheidenden Bruch mit der sowjetischen Orthodoxie dar. Der spanisch-mexikanische Philosoph Adolfo Sánchez Vázquez (UNAM) entwickelt in seiner Philosophie der Praxis erstmals auf dem Kontinent eine nicht-mechanistische Gesellschaftsinterpretation innerhalb des philosophischen Marxismus.
Jenseits marxistischer Denktraditionen sind  nach Friedrich Nietzsches Praxisorientierung der Pragmatismus von William James und John Dewey sowie die Prozessphilosophie Alfred North Whiteheads zu nennen, die die als „Arbeit“ im philosophischen Sinn aufzufassende Praxis zwischen Gedanke und Tatsache vermitteln. Mit deutlicheren Bezügen auf Karl Marx, aber auch auf Max Weber entwickelte Pierre Bourdieu in der 2. Hälfte des 20. Jahrhunderts seinen Entwurf einer „Theorie der Praxis“, die sich als Konzept einer praxeologischen Erkenntnis- und Handlungstheorie mit ethnologischen und materialistischen Denkansätzen überschneidet.